# Campionat AMA de Supersport
El campionat AMA de Supersport (en anglès, AMA Supersport Championship i abreujat AMA Supersport) és un campionat anual de motociclisme de velocitat que se celebra als Estats Units des de 1987. Instaurat per l'American Motorcyclist Association (AMA), el campionat el gestiona MotoAmerica, la mateixa entitat que dirigeix el campionat AMA de Superbike. Al campionat s'hi admeten motocicletes de fins a 600 cc de cilindrada. Per aquest motiu, l'AMA Supersport era conegut antigament com a 600 Supersport, mentre que la classe de Superstock era coneguda com a 750 Supersport.
L'AMA delega en els clubs membres, socis i promotors l'organització de les curses del campionat, que tenen per norma general una longitud de vora 65 km (40 milles) i a les quals, els pilots hi atenyen velocitats de vora 260 km/h (160 mph).

## Llista de campions

### Supersport 600
A 31 de desembre de 2015
| Any  | Campió           | Campió           | Campió           |
| ---- | ---------------- | ---------------- | ---------------- |
| 1987 | Doug Polen       | Doug Polen       | Doug Polen       |
| 1988 | Doug Polen       | Doug Polen       | Doug Polen       |
| 1989 | Scott Zampach    | Scott Zampach    | Scott Zampach    |
| 1990 | David Sadowski   | David Sadowski   | David Sadowski   |
| 1991 | Miguel Duhamel   | Miguel Duhamel   | Miguel Duhamel   |
| 1992 | Tom Kipp         | Tom Kipp         | Tom Kipp         |
| 1993 | Miguel Duhamel   | Miguel Duhamel   | Miguel Duhamel   |
| 1994 | Jamie James      | Jamie James      | Jamie James      |
| 1995 | Miguel Duhamel   | Miguel Duhamel   | Miguel Duhamel   |
| 1996 | Miguel Duhamel   | Miguel Duhamel   | Miguel Duhamel   |
| 1997 | Miguel Duhamel   | Miguel Duhamel   | Miguel Duhamel   |
| 1998 | Steve Crevier    | Steve Crevier    | Steve Crevier    |
| 1999 | Nicky Hayden     | Nicky Hayden     | Nicky Hayden     |
| 2000 | Kurtis Roberts   | Kurtis Roberts   | Kurtis Roberts   |
| 2001 | Eric Bostrom     | Eric Bostrom     | Eric Bostrom     |
| 2002 | Aaron Yates      | Aaron Yates      | Aaron Yates      |
| 2003 | Jamie Hacking    | Jamie Hacking    | Jamie Hacking    |
| 2004 | Tommy Hayden     | Tommy Hayden     | Tommy Hayden     |
| 2005 | Tommy Hayden     | Tommy Hayden     | Tommy Hayden     |
| 2006 | Jamie Hacking    | Jamie Hacking    | Jamie Hacking    |
| 2007 | Roger Lee Hayden | Roger Lee Hayden | Roger Lee Hayden |
| 2008 | Ben Bostrom      | Ben Bostrom      | Ben Bostrom      |
|      | East             | West             | National         |
| 2009 | Josh Day         | Ricky Parker     | Leandro Mercado  |
| 2010 | J. D. Beach      | Joey Pascarella  | Austin DeHaven   |
| 2011 | James Rispoli    | David Gaviria    | James Rispoli    |
| 2012 | Jake Lewis       | James Rispoli    | James Rispoli    |
| 2013 | Corey Alexander  | Tomás Puerta     | Tomás Puerta     |
|      | Campió           |                  |                  |
| 2014 | Hayden Gillim    | Hayden Gillim    | Hayden Gillim    |
| 2015 | J. D. Beach      | J. D. Beach      | J. D. Beach      |